# Municipio de Boston (condado de Newton)
El municipio de Boston (en inglés: Boston Township) es un municipio ubicado en el condado de Newton en el estado estadounidense de Arkansas. En el año 2010 tenía una población de 65 habitantes y una densidad poblacional de 0,79 personas por km².

## Geografía
El municipio de Boston se encuentra ubicado en las coordenadas 35°48′8″N 93°29′11″O / 35.80222, -93.48639. Según la Oficina del Censo de los Estados Unidos, el municipio tiene una superficie total de 82.79 km², de la cual 82,74 km² corresponden a tierra firme y (0,06 %) 0,05 km² es agua.

## Demografía
Según el censo de 2010, había 65 personas residiendo en el municipio de Boston. La densidad de población era de 0,79 hab./km². De los 65 habitantes, el municipio de Boston estaba compuesto por el 96,92 % blancos y el 3,08 % eran de una mezcla de razas. Del total de la población el 1,54 % eran hispanos o latinos de cualquier raza.